# Whole Lotta Love
"Whole Lotta Love" là ca khúc của ban nhạc hard rock người Anh, Led Zeppelin. Đây là ca khúc mở đầu cho album thứ hai của nhóm, Led Zeppelin II, và được phát hành dưới dạng đĩa đơn tại thị trường Mỹ và Nhật Bản. Ấn bản tại Mỹ trở thành hit đầu tiên của ban nhạc tại đây với chứng chỉ Vàng vào ngày 13 tháng 4 năm 1970 chứng nhận 1 triệu đĩa bán được. Cũng giống như nhiều ca khúc khác của Led Zeppelin, ca khúc không được phát hành đĩa đơn tại Anh, song có mặt ở Đức (quán quân), Hà Lan (vị trí số 4), Bỉ và Pháp.
Năm 2004, ca khúc có được vị trí số 75 trong danh sách "500 bài hát vĩ đại nhất" của tạp chí Rolling Stone, và tới tháng 3 năm 2005, tạp chí Q xếp ca khúc ở vị trí số 3 trong danh sách "100 sáng tác hay nhất cho guitar". Ca khúc này có được vị trí số 11 trong danh sách tương tự từ tạp chí Rolling Stone. Năm 2009, "Whole Lotta Love" được chọn là ca khúc vĩ đại thứ ba của lịch sử nhạc rock bởi kênh VH1. Ngoài những lần trình diễn trực tiếp trước đó, "Whole Lotta Love" chỉ được chính thức phát hành qua album Led Zeppelin II vào ngày 22 tháng 10 năm 1969 bởi hãng Atlantic. Năm 2014, thính giả đài BBC Radio 2 bình chọn đây là ca khúc có đoạn riff xuất sắc nhất mọi thời đại.

## Tôn vinh
| Đơn vị                           | Quốc gia | Danh hiệu                                    | Năm  | Thứ tự |
| -------------------------------- | -------- | -------------------------------------------- | ---- | ------ |
| Spin                             | Mỹ       | "100 đĩa đơn vĩ đại nhất"                    | 1989 | 39     |
| Đại sảnh Danh vọng Rock and Roll | Mỹ       | "500 ca khúc thay đổi lịch sử Rock and Roll" | 1994 | *      |
| Classic Rock                     | Anh      | "10 trong số những ca khúc xuất sắc nhất..." | 1999 | 30     |
| VH1                              | Mỹ       | "100 ca khúc rock vĩ đại nhất"               | 2009 | 46     |
| Rolling Stone                    | Mỹ       | "500 ca khúc vĩ đại nhất"                    | 2003 | 75     |
| Q                                | Anh      | "100 ca khúc guitar vĩ đại nhất"             | 2005 | 3      |
| Toby Creswell                    | Úc       | "1001 ca khúc: những ca khúc vĩ đại nhất"    | 2005 | *      |
| Giải Grammy                      | Mỹ       | "Grammy Hall of Fame Award"                  | 2007 | *      |
| Rolling Stone                    | Mỹ       | "100 ca khúc guitar vĩ đại nhất"             | 2008 | 11     |
| VH1                              | Mỹ       | "Những ca khúc hard rock xuất sắc nhất"      | 2009 | 3      |
| BBC Radio 2                      | Anh      | "100 đoạn riff guitar xuất sắc nhất"         | 2014 | 1      |

(*) không có thứ tự cụ thể 

## Xếp hạng
| Bảng xếp hạng (1969–1970)                       | Vị trí cao nhất |
| ----------------------------------------------- | --------------- |
| Australia (Go-Set National Top 40)              | 1               |
| Australia (Kent Music Report)                   | 1               |
| Áo (Ö3 Austria Top 40)                          | 3               |
| Bỉ (Ultratop 50 Flanders)                       | 2               |
| Canada (CHUM)                                   | 2               |
| Canada Top Singles (RPM)                        | 2               |
| Finland (Suomen virallinen lista)               | 7               |
| France (IFOP)                                   | 38              |
| Trường songid là BẮT BUỘC CHO BẢNG XẾP HẠNG ĐỨC | 1               |
| Italy (FIMI)                                    | 25              |
| Japan (Oricon)                                  | 50              |
| Hà Lan (Dutch Top 40)                           | 4               |
| Hà Lan (Single Top 100)                         | 5               |
| New Zealand (RIANZ)                             | 4               |
| South Africa (Springbok Radio)                  | 6               |
| Spain (AFE)                                     | 4               |
| Thụy Sĩ (Schweizer Hitparade)                   | 5               |
| US Billboard Hot 100                            | 4               |
| US Cash Box                                     | 2               |
| US Record World                                 | 4               |

| Bảng xếp hạng (1997) | Vị trí cao nhất |
| -------------------- | --------------- |
| Anh Quốc (OCC)       | 21              |

| Năm  | Bảng xếp hạng                                         | Vị trí cao nhất |
| ---- | ----------------------------------------------------- | --------------- |
| 2007 | Canada (Hot Canadian Digital Singles)                 | 49              |
| 2007 | Thụy Sĩ (Schweizer Hitparade)                         | 57              |
| 2007 | Bảng xếp hạng không hợp lệ UKchartarchive             | 64              |
| 2010 | Belgium (Ultratop 30 Back Catalogue Singles Wallonia) | 18              |
| 2012 | Belgium (Ultratop 50 Back Catalogue Singles Flanders) | 43              |
| 2013 | Pháp (SNEP)                                           | 52              |
| 2014 | Pháp (SNEP)                                           | 151             |

| Bảng xếp hạng (1970)           | Vị trí |
| ------------------------------ | ------ |
| Australia (Go-Set Top 40)      | 18     |
| Australia (Kent Music Report)  | 11     |
| Austria (Ö3 Austria Top 40)    | 10     |
| Belgium (Ultratop 50 Flanders) | 65     |
| Canada (RPM Top 100)           | 23     |
| Netherlands (Dutch Top 40)     | 28     |
| Netherlands (Single Top 100)   | 27     |
| US Cash Box                    | 54     |

## Chứng chỉ
| Quốc gia                                                                           | Chứng nhận | Số đơn vị/doanh số chứng nhận |
| ---------------------------------------------------------------------------------- | ---------- | ----------------------------- |
| Ý (FIMI)                                                                           | Vàng       | 0‡                            |
| Hoa Kỳ (RIAA)                                                                      | Vàng       | 0^                            |
| * Chứng nhận dựa theo doanh số tiêu thụ. ^ Chứng nhận dựa theo doanh số nhập hàng. |            |                               |